# Buenavista, Espinal
Buenavista är en ort i Mexiko.   Den ligger i kommunen Espinal och delstaten Veracruz, i den sydöstra delen av landet, 190 km nordost om huvudstaden Mexico City. Buenavista ligger 113 meter över havet och antalet invånare är 953.
Terrängen runt Buenavista är platt. Runt Buenavista är det ganska tätbefolkat, med 65 invånare per kvadratkilometer. Närmaste större samhälle är Coxquihui, 15,1 km sydväst om Buenavista. Omgivningarna runt Buenavista är en mosaik av jordbruksmark och naturlig växtlighet.